# دستگاه سنجش لختی (اینرسی)

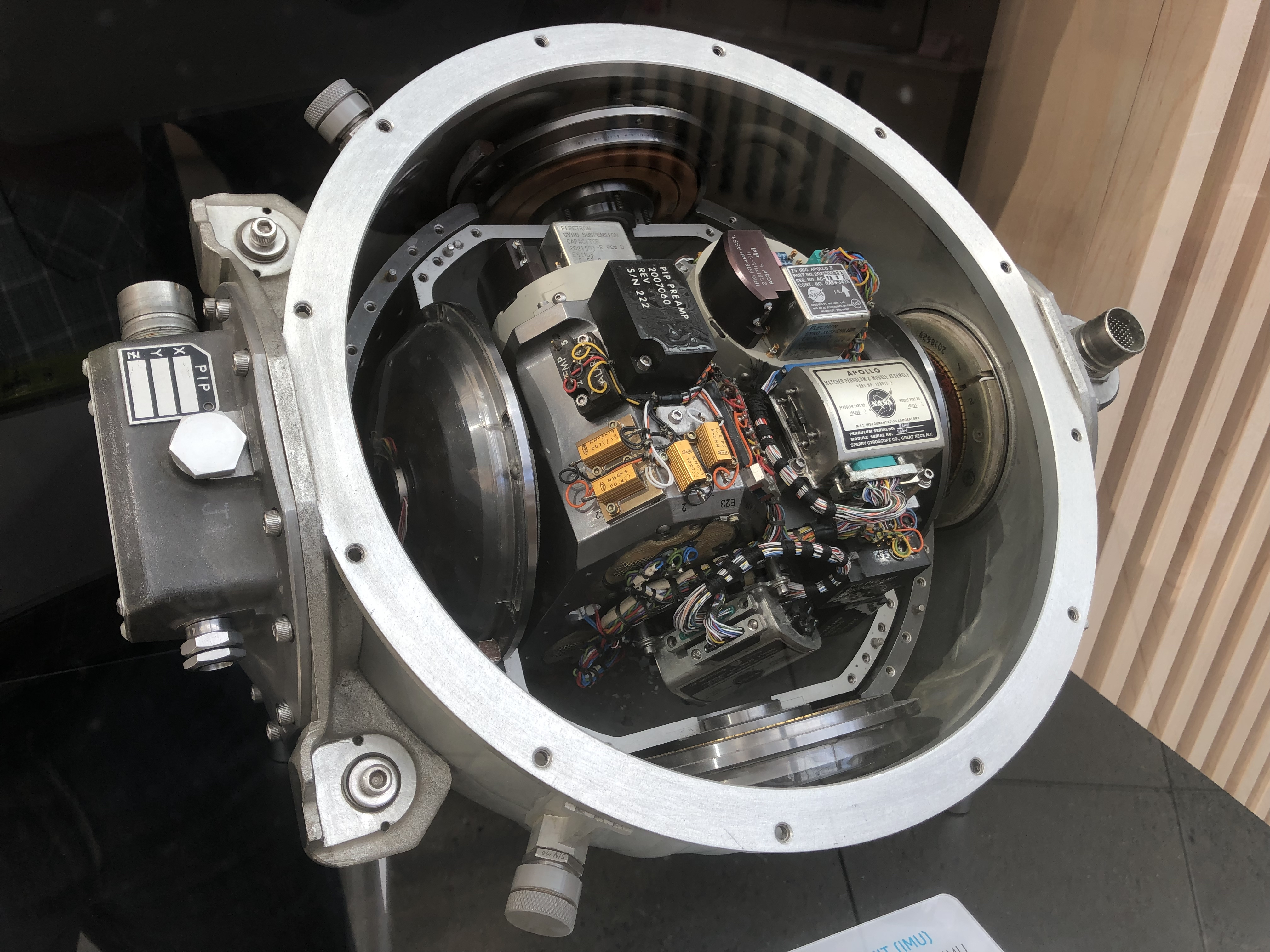
دستگاه سنجش لختی آپولو

دستگاه سنجش لَختی (IMU) وسیله ای الکترونیکی است که با استفاده از ترکیبی از شتاب سنج‌ها، ژیروسکوپ‌ها و گاهی اوقات از مغناطیس سنج‌ها، زاویه و گاهی اوقات جهت‌گیری بدن را اندازه‌گیری و گزارش می‌کند. از IMU معمولاً برای مانور هواپیما و هواپیماهای بدون سرنشین (پهپادها)، فضاپیماها، ماهواره‌ها و لندرها استفاده می‌شود. تحولات اخیر امکان تولید دستگاه‌های GPS مجهز به IMU را فراهم می‌کند. IMU به گیرنده GPS اجازه می‌دهد تا هنگامی که سیگنال‌های GPS در دسترس نیستند مانند تونل‌ها، داخل ساختمان‌ها یا تداخل‌های الکترونیکی در دسترس نباشد. IMU بی‌سیم به عنوان WIMU شناخته می‌شود.